# Рековац
Рековац је насељено место у Србији и седиште истоимене општине у Поморавском управном округу. Према попису из 2022. било је 1.283 становника.
Овде се налази ОШ Светозар Марковић (Рековац), као и Запис храст код школе (Рековац) и Запис Спасића липа у порти (Рековац).

## Историја
До Другог српског устанка Рековац се налазио у саставу Османског царства. Након Другог српског устанка Рековац улази у састав Кнежевине Србије и административно је припадао Јагодинској нахији и Левачкој кнежини све до 1834. године када је Србија подељена на сердарства.
Краљевским решењем од 11. фебруара 1886. године насеље је добило статус варошице.
У Рековцу постоји Народна библиотека основана 12. октобра 1928. године. У периоду од 12. октобра 1987. до 2010. године носила је име „Рибникар“, а потом име „др Милован Спасић“.
Овде постоји Црква Светог Романа српског.

## Демографија
У насељу Рековац живи 1520 пунолетних становника, а просечна старост становништва износи 40,5 година (39,6 код мушкараца и 41,3 код жена). У насељу има 710 домаћинстава, а просечан број чланова по домаћинству је 2,72.
Ово насеље је великим делом насељено Србима (према попису из 2002. године), а у последња три пописа, примећен је пораст у броју становника.
|  |

| Демографија | Демографија | Демографија |
| Година      | Становника  | Становника  |
| ----------- | ----------- | ----------- |
| 1948.       | 1.510       |             |
| 1953.       | 1.674       |             |
| 1961.       | 1.467       |             |
| 1971.       | 1.685       |             |
| 1981.       | 1.751       |             |
| 1991.       | 1.916       | 1.886       |
| 2002.       | 1.930       | 2.020       |

| Етнички састав према попису из 2002.‍ | Етнички састав према попису из 2002.‍ | Етнички састав према попису из 2002.‍ | Етнички састав према попису из 2002.‍ | Етнички састав према попису из 2002.‍ |
| ------------------------------------ | ------------------------------------ | ------------------------------------ | ------------------------------------ | ------------------------------------ |
|                                      |                                      |                                      |                                      |                                      |
| Срби                                 | Срби                                 |                                      | 1.852                                | 95,95%                               |
| Роми                                 | Роми                                 |                                      | 50                                   | 2,59%                                |
| Југословени                          | Југословени                          |                                      | 4                                    | 0,20%                                |
| Црногорци                            | Црногорци                            |                                      | 3                                    | 0,15%                                |
| Хрвати                               | Хрвати                               |                                      | 3                                    | 0,15%                                |
| Македонци                            | Македонци                            |                                      | 2                                    | 0,10%                                |
| Словаци                              | Словаци                              |                                      | 1                                    | 0,05%                                |
| непознато                            | непознато                            |                                      | 2                                    | 0,10%                                |

| Рековац у пописима Јагодинске нахије — од 1818. до 1829.                          |       |       |       |       |       |       |          |       |       |       |       |       |
| Година пописа                                                                     | 1818. | 1819. | 1820. | 1821. | 1822. | 1823. | 1824/25. | 1825. | 1826. | 1827. | 1828. | 1829. |
| Куће                                                                              | 44    | 43    | 44    | 45    | 45    | 43    | 45       | 48    | 50    | 50    | 48    | 49    |
| Пореске главе*                                                                    | -     | 57    | 57    | 56    | 55    | 54    | 56       | 55    | 58    | 59    | 57    | 63    |
| Арачке главе**                                                                    | 131   | 144   | 139   | 140   | 143   | 140   | 149      | 153   | 148   | 150   | 148   | 152   |
| *Пореске главе = Ожењени мушкарци \| ** Арачке главе = Мушкарци од 7 до 70 година |       |       |       |       |       |       |          |       |       |       |       |       |

| Година пописа     | 1948. | 1953. | 1961. | 1971. | 1981. | 1991. | 2002. |
| ----------------- | ----- | ----- | ----- | ----- | ----- | ----- | ----- |
| Број домаћинстава | 445   | 469   | 490   | 574   | 623   | 664   | 710   |

| Број чланова      | 1   | 2   | 3   | 4   | 5  | 6  | 7 | 8 | 9 | 10 и више | Просек |
| ----------------- | --- | --- | --- | --- | -- | -- | - | - | - | --------- | ------ |
| Број домаћинстава | 171 | 196 | 124 | 145 | 37 | 30 | 6 | 1 | 0 | 0         | 2,72   |

| Пол    | Укупно | Неожењен/Неудата | Ожењен/Удата | Удовац/Удовица | Разведен/Разведена | Непознато |
| ------ | ------ | ---------------- | ------------ | -------------- | ------------------ | --------- |
| Мушки  | 772    | 202              | 504          | 44             | 20                 | 2         |
| Женски | 829    | 160              | 508          | 138            | 23                 | 0         |
| УКУПНО | 1.601  | 362              | 1.012        | 182            | 43                 | 2         |

| Пол    | Укупно                    | Пољопривреда, лов и шумарство | Рибарство                            | Вађење руде и камена | Прерађивачка индустрија       |
| ------ | ------------------------- | ----------------------------- | ------------------------------------ | -------------------- | ----------------------------- |
| Мушки  | 360                       | 55                            | 0                                    | 0                    | 90                            |
| Женски | 308                       | 42                            | 0                                    | 0                    | 43                            |
| УКУПНО | 668                       | 97                            | 0                                    | 0                    | 133                           |
| Пол    | Производња и снабдевање   | Грађевинарство                | Трговина                             | Хотели и ресторани   | Саобраћај, складиштење и везе |
| Мушки  | 14                        | 7                             | 51                                   | 7                    | 15                            |
| Женски | 7                         | 0                             | 46                                   | 10                   | 6                             |
| УКУПНО | 21                        | 7                             | 97                                   | 17                   | 21                            |
| Пол    | Финансијско посредовање   | Некретнине                    | Државна управа и одбрана             | Образовање           | Здравствени и социјални рад   |
| Мушки  | 12                        | 14                            | 40                                   | 26                   | 18                            |
| Женски | 8                         | 9                             | 42                                   | 54                   | 32                            |
| УКУПНО | 20                        | 23                            | 82                                   | 80                   | 50                            |
| Пол    | Остале услужне активности | Приватна домаћинства          | Екстериторијалне организације и тела | Непознато            | Непознато                     |
| Мушки  | 8                         | 0                             | 0                                    | 3                    | 3                             |
| Женски | 8                         | 0                             | 0                                    | 1                    | 1                             |
| УКУПНО | 16                        | 0                             | 0                                    | 4                    | 4                             |

## Знамените личности
- Тодор Бушетић, учитељ и етнограф, сарадник Јована Цвијића при проучавању Левча
- Момчило Катанић, лекар, комунистички активиста и учесник Народноослободилачке борбе
- Милован Спасић, доктор филозофије, сматра се првим библиотекаром НБС
- Милан Јелић, редитељ
- Драгослав Степановић, фудбалер
- Жикица Симић, психолог, публициста и радио водитељ